# Zazdrość (film 2006)
Zazdrość – polski offowy film dramatyczny z 2006 roku w reżyserii Filipa Rudnickiego.

## Obsada
- Maciej Wizner – Andrzej
- Adam Uryniak – Wiktor
- Katarzyna Kurkiewicz – Anna
- Katarzyna Łacisz – Hania
- Stanisława Wizner
- Patryk Kubacki
- Ewa Korycka
- Filip Rudnicki
- Katarzyna Łacisz Sr
- Maria Łacisz
- Alicja Bulska
- Justyna Mądry